# Eduard Franz
Eduard Franz (* 31. Oktober 1902 in Milwaukee, Wisconsin als Eduard Franz Schmidt; † 10. Februar 1983 in Los Angeles, Kalifornien) war ein US-amerikanischer Schauspieler. Zwischen 1948 und 1983 absolvierte er Auftritte in über 50 Kinofilmen und fast 70 Fernsehserien.

## Leben und Karriere
Eduard Franz wurde in Milwaukee in eine deutschamerikanische Familie geboren. Er spielte zunächst für zwei Jahrzehnte erfolgreich am Broadway in New York, ehe er 1948 in William A. Wellmans Kriminalfilm The Iron Curtain mit 45 Jahren sein Kinodebüt machte. Mit seinem „gebildeten, distinguierten Aussehen“ spielte er vor allem Autoritätsfiguren wie Väter, Ärzte, Richter oder hohe Offiziere. In der Filmbiografie Rommel, der Wüstenfuchs wurde er 1951 an der Seite von James Mason zum ersten Kinodarsteller von Claus Schenk Graf von Stauffenberg. Besonders häufig trat er auch in Bibelverfilmungen in Erscheinung, beispielsweise als König Ahab in Sins of Jezebel (1953) sowie als Jethro, Schwiegervater von Mose (Charlton Heston), in Cecil B. DeMilles Monumentalfilm Die zehn Gebote (1956). Zweimal war Franz in Produktionen von Howard Hawks zu sehen: Im Science-Fiction-Filmklassiker Das Ding aus einer anderen Welt (1951) spielte er einen Wissenschaftler, im starbesetzten Abenteuerfilm Hatari! (1962) verkörperte er den in Afrika arbeitenden Krankenhausleiter Dr. Sanderson.
Eine seiner wenigen Hauptrollen hatte Eduard Franz 1959 im kostengünstig produzierten Horrorfilm Die vier Schädel des Jonathan Drake unter Regie von Edward L. Cahn. Seit den 1960er-Jahren spielte der Schauspieler überwiegend im Fernsehen und absolvierte Gastauftritte in Serien wie Bonanza, Die Waltons, Die Straßen von San Francisco und Hart aber herzlich. In der nie in Deutschland ausgestrahlten Fernsehserie Breaking Point spielte er zwischen 1953 und 1964 auch eine Hauptrolle als Direktor einer Psychiatrie. Seinen letzten Auftritt hatte Eduard Franz 1983 in dem Kinofilm Unheimliche Schattenlichter. 1983 starb er im Alter von 80 Jahren.

## Filmografie (Auswahl)
- 1948: The Iron Curtain
- 1948: Der Mann mit der Narbe (Hollow Triumph)
- 1948: Im Banne der roten Hexe (Wake of the Red Witch)
- 1949: Aufruhr in Marokko (Outpost in Morocco)
- 1949: Madame Bovary und ihre Liebhaber (Madame Bovary)
- 1949: Der Schlagerkönig (Oh, You Beautiful Doll)
- 1950: Frau am Abgrund (Whirlpool)
- 1950: Francis, ein Esel – Herr General (Francis)
- 1950: Die Jahre der Lüge (The Vicious Years)
- 1950: The Magnificent Yankee
- 1951: Das Ding aus einer anderen Welt (The Thing from Another World)
- 1951: Der große Caruso (The Great Caruso)
- 1951: Rommel, der Wüstenfuchs (The Desert Fox: The Story of Rommel)
- 1951: Anwalt des Verbrechens (The Unknown Man)
- 1952: Korea (One Minute to Zero)
- 1952: Mein Herz singt nur für Dich (Because You’re Mine)
- 1952: Jazz Singer (The Jazz Singer)
- 1953: Du und keine andere (Dream Wife)
- 1953: Serenade in Rio (Latin Lovers)
- 1954: Brückenkopf X (Beachhead)
- 1954: Der sympathische Hochstapler (Living It Up)
- 1954: Die gebrochene Lanze (Broken Lance)
- 1954: Attila, der Hunnenkönig (Sign of the Pagan)
- 1955: Die weiße Feder (White Feather)
- 1955: Die Barrikaden von San Antone (The Last Command)
- 1955: Die nackte Geisel (Lady Godiva of Coventry)
- 1955: Zwischen zwei Feuern (The Indian Fighter)
- 1956: Horizont in Flammen (The Burning Hills)
- 1956: Die zehn Gebote (The Ten Commandments)
- 1956/1974: Rauchende Colts (Gunsmoke, Fernsehserie, 2 Folgen)
- 1957: Überall lauert der Tod (Man Afraid)
- 1958: Die letzte Kugel (Day of the Badman)
- 1958: Kampf auf Leben und Tod (The Last of the Fast Guns)
- 1958: Ein gewisses Lächeln (A Certain Smile)
- 1958: Zorro (Fernsehserie, 5 Folgen)
- 1959: Die vier Schädel des Jonathan Drake (The Four Skulls of Jonathan Drake)
- 1959: Die Madonna mit den zwei Gesichtern (The Miracle)
- 1959/1960: Josh (Wanted: Dead or Alive, Fernsehserie, 2 Folgen)
- 1960: Das Buch Ruth (The Story of Ruth)
- 1961: Das wilde Land (The Fiercest Heart)
- 1961: Franz von Assisi (Francis of Assisi)
- 1962: Im Wilden Westen (Death Valley Days, Fernsehserie, Folge 10x19)
- 1962: Tausend Meilen Staub (Rawhide, Fernsehserie, Folge 4x25)
- 1962: Hatari!
- 1962: Die Schönheit und das Ungeheuer (Beauty and the Beast)
- 1963: Bonanza (Fernsehserie, Folge 4x20 Meine liebe Mary)
- 1963–1964: Breaking Point (Fernsehserie, 28 Folgen)
- 1966: Die Leute von der Shiloh Ranch (The Virginian, Fernsehserie, Folge 4x24)
- 1966: Auf der Flucht (The Fugitive, Fernsehserie, Folge 4x04)
- 1966: Cyborg 2087
- 1966–1969: FBI (The F.B.I., Fernsehserie, 3 Folgen)
- 1967: Invasion von der Wega (The Invaders, Fernsehserie, 2 Folgen)
- 1967: ... jagt Dr. Sheefer (The President’s Analyst)
- 1969: Mannix (Fernsehserie, Folge 2x13)
- 1969: Ihr Auftritt, Al Mundy (It Takes a Thief, Fernsehserie, Folge 3x14)
- 1970: The Brotherhood of the Bell (Fernsehfilm)
- 1971: Johnny zieht in den Krieg (Johnny Got His Gun)
- 1973: Owen Marshall – Strafverteidiger (Owen Marshall, Fernsehserie, Folge 2x16)
- 1973/1976: Die Waltons (The Waltons, Fernsehserie, 2 Folgen)
- 1974: California Cops – Neu im Einsatz (The Rookies, Fernsehserie, Folge 3x06)
- 1975: Die Straßen von San Francisco (The Streets of San Francisco, Fernsehserie, Folge 4x07)
- 1978: Die Sieben-Millionen-Dollar-Frau (The Bionic Woman, Fernsehserie, Folge 3x13)
- 1978/1979: Hawaii Fünf-Null (Hawaii Five-O, Fernsehserie, 2 Folgen)
- 1979: Vegas (Vega$, Fernsehserie, Folge 1x22)
- 1980: Hart aber herzlich (Hart to Hart, Fernsehserie, Folge Der sechste Sinn)
- 1982: Hart aber herzlich (Hart to Hart, Fernsehserie, Folge Falsch gemünzt)
- 1983: Unheimliche Schattenlichter (Twilight Zone: The Movie)